# オボ・ラクト・ベジタリアニズム
乳卵菜食（ラクト・オボ・ベジタリアン、英: Lacto-ovo vegetarian）または卵乳菜食（英: Ovo-lacto vegetarian）は、肉は食べないが、卵や乳製品など動物性食品は許容しており、欧米で菜食主義（ベジタリアン）というとき一般にこれを指す。ペスコベジタリアンと違って、彼らは魚やその他の魚介類を食べない。典型的な卵乳菜食には、果物、野菜、穀類、ナッツ、種子、ハーブ、根、茸、乳、チーズ、ヨーグルト、ケフィア、及び卵を含むことができる。

## 語源
この用語はラテン語で牛乳を意味する Lac と、卵を意味する Ovum に英語の Vegetarian を付けたかばん語であり、牛乳と卵を許容する菜食主義者だと定義付けている。

## 食習慣
西洋世界では、卵乳菜食が最も一般的な菜食主義である。ベジタリアン（菜食主義者）という用語を使用する場合、一般に卵乳菜食を指すと見なされる。卵乳菜食は、特にヨーロッパの一部地域や北アメリカの大都市のレストランや商店ではよく専用の食べ物が提供される。